# Dystrykt Southern
Dystrykt Southern (inne nazwy: Borwa, Ngwaketse) – jeden z 9 dystryktów Botswany, znajdujący się w południowej części kraju. Stolica dystryktu to Kanye. W 2011 roku dystrykt ten zamieszkiwało niecałe 216 tys. ludzi. W 2001 roku liczba ludności wyniosła 186 831 osób.
Dystrykt Southern podzielony jest na trzy poddystrykty: Barolong, Ngwaketse i Ngwaketse West. Ponadto znajduje się w nim jedna tzw. gmina miejska – Jwaneng.